# Литвинчук Георгій Семенович
Литвинчук Георгій Семенович (27 червня 1931, Ростов-на-Дону, — 9 серпня 2006, Одеса) — відомий математик. Доктор фізико-математичних наук (1969), професор (1969). Заслужений діяч науки і техніки Української РСР (1989).
Після закінчення у 1955 році навчання в Ростовському університеті працює викладачем у цьому ж закладі. У період 1964—1974 рр. — завідував кафедрою математичного аналізу в Одеському університеті. У період 1974—1986 — завідував відділом математичного моделювання Інституту економіки АН УРСР. У 1989 — завідував відділом відділення гідроакустики Морського гідрофізичного інституту АН УРСР.
У період 1992—2004 рр. жив і працював у Португалії. З 1992 по 1994 — працював у відділі математики Вищого технічного інституту (Лісабон). З 1994 по 2004 — професор Університету острова Мадейра.
Основні наукові дослідження — сингулярні інтеграли та інтегрально-функціональні оператори, крайові задачі теорії аналітичних функцій та їх узагальнень. Розвинув метод побудови нетерової теорії сингулярності інтегральних рівнянь та за допомогою цього методу здобув критерій нетеровості та формулу для індекса сингулярності інтегрального оператора зі зсувом Карлемана.

## Вибрані праці
- Краевые задачи и сингулярные интегральные уравнения со сдвигом. Москва, 1977. Пекін, 1982);
- Применение математических методов к прогнозированию и управлению качеством водных ресурсов речных бассейнов. К., 1979;
- Факторизация матриц-функций. Москва, 1984 (у співавторстві);
- Математические модели экономико-экологических процессов. Москва, 1986;
- The method of conformal gluing for the Haseman Boundary Value Problem on an Open Contours // Complex Variable. 1996. Vol. 28 (у співавторстві);
- Solvability Theory of Boundary Value Problems and Singular Integral Equations with Shift. Dordrecht, 2000.